# Tetradymia
Tetradymia es un género de plantas fanerógamas perteneciente a la familia de las asteráceas. Comprende 17 especies descritas y de estas, solo 10 aceptadas.

## Taxonomía
El género fue descrito por  Augustin Pyrame de Candolle y publicado en Prodromus Systematis Naturalis Regni Vegetabilis 6: 440. 1837[1838].

## Especies aceptadas
A continuación se brinda un listado de las especies del género Tetradymia aceptadas hasta agosto de 2012, ordenadas alfabéticamente. Para cada una se indica el nombre binomial seguido del autor, abreviado según las convenciones y usos.
- Tetradymia argyraea Munz & Roos
- Tetradymia axillaris A.Nelson
- Tetradymia canescens DC.
- Tetradymia comosa A.Gray
- Tetradymia filifolia Greene
- Tetradymia glabrata Torr. & A.Gray
- Tetradymia nuttallii Torr. & A.Gray
- Tetradymia spinosa Hook. & Arn.
- Tetradymia stenolepis Greene
- Tetradymia tetrameres (S.F.Blake) Strother